# Бално ла Гранж
Бално ла Гранж (фр. Balnot-la-Grange) насеље је и општина у североисточној Француској у региону Шампања-Ардени, у департману Об која припада префектури Троа.
По подацима из 2011. године у општини је живело 130 становника, а густина насељености је износила 6,46 становника/km². Општина се простире на површини од 20,11 km². Налази се на средњој надморској висини од 315 метара.

## Демографија
| 1962. | 1968. | 1975. | 1982. | 1990. | 1999. | 2011. |
| ----- | ----- | ----- | ----- | ----- | ----- | ----- |
| 221   | 224   | 191   | 181   | 184   | 158   | 130   |

График промене броја становника у току последњих година